# Maurice Druon
Maurice Druon GCC (Paris, 23 de abril de 1918 – Paris, 14 de abril de 2009) foi um escritor francês e decano da Academia Francesa de Letras.

## Biografia
Nascido em Paris, em 23 de abril de 1918, Maurice Druon tinha entre seus antepassados um bisavô brasileiro, o escritor, jornalista e político maranhense Odorico Mendes (1799-1864), que se notabilizou como tradutor de Homero e Virgilio.
Druon era sobrinho do escritor Joseph Kessel, com quem escreveu o "Canto dos Partidários", que, sobre uma música composta por Anna Marly, servira de hino aos movimentos da Resistência durante a Segunda Guerra Mundial.
O autor de Os Reis Malditos passou a sua infância na Normandia e fez os seus estudos secundários no Liceu Michelet. Laureado do Concurso geral (1936), começou a publicar, à idade de 18 anos, nas revistas e jornais literários e ao mesmo tempo era aluno de Ciências Políticas (1937-1939).
Aluno Oficial de Cavalaria na Escola Saumur (1940), participou da Campanha da França. Após a sua desmobilização, permaneceu na zona livre, e lá fez representar a sua primeira peça, Mégarée.
Durante a Segunda Guerra Mundial combateu no interior da França até o momento do Armistício (1941). Ingressou então nas forças da Resistência, deixando a França em 1942, atravessando clandestinamente a Espanha e Portugal para ingressar nas fileiras dos serviços de informações da chamada "França Livre", em Londres, trabalhando com De Gaulle. Torna-se Ajudante de Campo do General François de Astier do Vigerie, seguidamente é elevado ao posto "Honra e Pátria" antes de ser encarregado da missão, para o Comissariado do Interior e da Informação; é também correspondente de guerra junto dos exércitos franceses, até ao fim das hostilidades.
A partir de 1946, consagra-se à sua carreira literária, recebe o Prêmio Goncourt (1948) por sua novela As Grandes Famílias e diversos prémios prestigiosos pelo conjunto da sua obra.
Era conhecido mundialmente pela sua única obra infanto-juvenil, "Tistou les pouces verts", (No Brasil "O menino do dedo verde") publicada em 1957 com tradução de Dom Marcos Barbosa.
A 8 de dezembro de 1966, foi eleito, na Academia Francesa, à poltrona 30, sucedendo Georges Duhamel. Além disso foi Secretário Perpétuo dessa instituição, a partir de 1985, mas escolheu em 1999 renunciar a esta última função, cedendo o lugar a Hélène Carrère de Encausse.
Em abril de 1973 foi nomeado Ministro da Cultura francês, do gabinete Pierre Messmer. Logo após assumir o cargo, declarava não ter intenções de entregar verbas do governo a "subversivos, pornógrafos ou intelectuais terroristas". Com isso levantou contra si os protestos de milhares de artistas, escritores e políticos e foi tachado de "ditador intelectual".
Foi Ministro dos Negócios Culturais entre 1973 e 1974 e deputado de Paris de 1978 para 1981.
Maurice Druon recebeu a Grande-Cruz da Legião de Honra, era Comendador das Artes e das Letras e titular de muitas outras condecorações, entre as quais o grau de Grã-Cruz da Ordem Militar de Cristo, de Portugal, que recebeu a 23 de maio de 1994.
Em 2 de março de 2007, torna-se decano da Academia Francesa, devido à morte do então decano, Henri Troyat.

## Obras
Maurice Druon escreveu dúzias de livros entre 1942 e 2007, inclusive:
- Série Os Reis Malditos: retrata os reis franceses do séculos XIV, tratando, pois, da dinastia capetiana.[3] Parte da trama envolve também os Plantagenetas da Inglaterra, na época ligados à coroa e sucessão francesas por laços de sangue.

O Rei de Ferro: Primeiro livro da série, tem como personagem principal o Rei Filipe IV, o Belo e trata do período entre o fim do processo contra os Templários, retratando a aplicação da pena a Jacques de Molay até a morte de Filipe IV. Em francês, recebeu o título Le Roi de Fer.
A Rainha Estrangulada: O rei morreu! Viva o rei! Neste segundo livro da série, Druon retrata a subida ao poder de Luís X e todas as estratégias usadas para que ele se case com uma nova esposa. Mostra também o "embate final" entre o Conde de Valois e Marigny.
São também integrantes da série "Os Reis Malditos" os livros Os Venenos da Coroa, A Lei dos Varões, A Loba de França, O Lis e o Leão e Um Rei Perde a França.
- O Menino do Dedo Verde, livro infantil de 1957.

- As Grandes Famílias, de 1948